# محمد أمين سراج
محمد أمين سِرَاج (نحو 1929 - 2021 م)، عالم ومحدِّث تركي، لُقِّب بـ «كبير علماء الأتراك»، و«آخر العلماء العثمانيين»، مختص بعلم الحديث النبوي الشريف، توفي عن عمر جاوز التسعين بعد إصابته بفيروس كورونا.

## سيرته
ولد الشيخ محمد أمين بن حافظ مصطفى أفندي سِرَاج في إحدى قرى ولاية توقاد، قرب البحر الأسود في تركيا، في عام 1929م.
درس القرآن الكريم والعلوم الدينية صغيرًا في حِقبة كان ذلك فيها ممنوعًا، وبسبب ذلك حُكم على والده «حافظ مصطفى أفندي» بالسَّجن مدَّة 6 أشهر. وفي عام 1940 درس مدة 3 سنوات في ولاية مرزيفون، ثم انتقل إلى إسطنبول ليدرس الحديث النبوي الشريف والعلوم الدينية متنقلًا بين جامع الفاتح ومدرسة قرەجمرك، حتى عام 1950، إذ ذهب إلى الأزهر الشريف ليكمل تعليمه الديني. 
بعد انتهائه من التعلُّم الديني في الأزهر، عاد إلى إسطنبول لتدريس العلوم الدينية وعلم الحديث في تركيا، ولا سيَّما في جامع الفاتح لأكثر من 60 عامًا حتى وفاته عام 2021.

## وفاته
بعد إصابته بفيروس كورونا، توفّي الشيخ محمد أمين سراج في مدينته إسطنبول، في 7 رجب 1442 هـ الموافق 19 فبراير 2021 م. وقد نعاه الرئيس التركي رجب طيب أردوغان وشارك في الصلاة عليه ودفنه، وقال في نعيه: «سنذكر بالخير والاحترام أستاذنا الموقر الذي أخلص حياته للتفسير الصحيح للإسلام، وأسهم في تأهيل مئات الطلبة داخل تركيا وخارجها». ونعاه أيضًا نائب الرئيس فؤاد أوقطاي ورئيس البرلمان مصطفى شنطوب.